# Karl Zuschneid
Karl Zuschneid   (Głogówek, 29 de maig de 1854 - Weimar, 1 d'agost de 1926) fou un compositor i director d'orquestra alemany.
Després de cursar estudis en el Conservatori de Stuttgart, fou director dels conjunts de corals de Göttingen (1879/89), Minden (1889/97) i Erfurt (1897/1907). A partir d'aquest últim any va ser nomenat director musical de l'Escola de Mannheim, desenvolupant també des de 1914 la seva activitat didàctica.
Va compondre música per a orquestra, peces per a cor i per a cors a capella, per a violí i piano. Entre les seves publicacions, cal citar dos volums Theoretisch-praktische Kalvierschule (1903) i Di Tecnik des polyphonen Spiels (1919).